# Simulium keenani
Simulium keenani es una especie de insecto del género Simulium, familia Simuliidae, orden Diptera.
Fue descrita científicamente por Field, 1969.